# Stigmella sruogai
Stigmella sruogai là một loài bướm đêm thuộc họ Nepticulidae. Nó được miêu tả bởi Puplesis và Diškus năm 2003. Nó được tìm thấy ở Nepal.